# 김한희
김한희(1966년 4월 21일 ~ 2013년 4월 28일)는 대한민국의 성우이다. 1990년 KBS에 입사했으며, KBS 22기이다. 한국방송 성우극회 소속.
2013년 3월 10일 식도암 투병중 사망하였다.

## 주요 출연작품
- KBS 무대 홍어(2010년 7월 3일)